# Raphael Reinhard
Raphael Carl Reinhard, auch Reinhardt (* 1820 in Kloster Veilsdorf, Herzogtum Sachsen-Hildburghausen; † 1903 in Bernburg, Anhalt), war ein deutscher Porzellan-, Porträtmaler und Landschaftsmaler, Hofmaler des Fürsten Alexander Carl von Anhalt-Bernburg in Ballenstedt sowie Zeichenlehrer in Bernburg.

## Leben
Reinhard, Sohn des Landschaftsmalers August Reinhard, besuchte von 1844 bis 1846 die Königliche Akademie der Bildenden Künste in München. Dort war er auch noch 1848 ansässig. Seinen Unterhalt bestritt er zunächst als Porzellan- und Porträtmaler. Studienreisen führten ihn in die Alpen und nach Oberitalien, wo er Motive für seine Landschaftsmalerei fand. Längere Zeit hielt er sich in Düsseldorf auf. 1852 ernannte ihn Carl Alexander von Anhalt-Bernburg zu seinem Hofmaler. Ab 1874 gab er Zeichenunterricht an der „Herzoglich Höheren Bürgerschule zu Bernburg“.
Das Museum Schloss Bernburg erwarb im Jahr 2013 einen umfangreichen Nachlass des Künstlers.